# FK Vicebszk
A FK Vicebszk (belarusz nyelven: Футбольны клуб Віцебск, magyar átírásban: Futbolni Klub Vicebszk) egy fehérorosz labdarúgócsapat Vicebszkben, Fehéroroszországban, jelenleg a fehérorosz labdarúgó-bajnokság másodosztályában szerepel.

## Sikerei
- Fehéroroszkupa-győztes: 1 alkalommal (1998)